# برزنبروک (زامتگمایند)
برزنبروک (به آلمانی: Samtgemeinde Bersenbrück) یک منطقهٔ مسکونی در آلمان است که در Osnabrück واقع شده‌است. برزنبروک ۲۸٬۲۶۹ نفر جمعیت دارد.